# E:HEV
e:HEV（イー エイチイーブイ）は、本田技研工業が開発したストロングハイブリッドシステムであり、同社のプラグイン・ハイブリッド車の基幹システムとしても用いられている。本項では旧称の「SPORT HYBRID i-MMD（スポーツ・ハイブリッド・アイエムエムディー）」についても説明する。

## 概要
2013年1月、これまで使われていたHonda IMAシステムを代替する3つのハイブリッドシステムの1つとして、アメリカにて9代目アコードを基にした2代目アコードハイブリッドに搭載された。
2019年10月には、本システムが小型車への適用も可能となったことから、3つのハイブリッドシステムを本システムに集約するとともに名称を「e:HEV（イーエイチイーブイ）」に改めた。i-MMDとして搭載された車種はマイナーチェンジで随時名称が変更された。2020年2月にフルモデルチェンジされた4代目フィットや10代目アコードから「e:HEV」として搭載された。また、これに合わせてプラグインハイブリッドカーは「e:PHEV」、水素燃料電池自動車は「e:FCEV」と名称を統一している。

## 特色
従前のハイブリッドシステムのIMA、1モーターハイブリッドシステム・SPORT HYBRID i-DCDやその上位版ともいえる3モーターハイブリッドシステム・SPORT HYBRID SH-AWDなどモーターがエンジンの支援に回っているのとは異なり、エンジンでの駆動を高速巡航時などに限定することで、複雑な多段トランスミッションを不要にした。シリーズ型とパラレル型の良い所を兼ね備えた低燃費ハイブリッドシステムとなっている。
システムは、直列4気筒アトキンソンサイクルエンジンに2モーター内蔵電気式無段変速機（発電用・走行用モーター2基と、エンジン直結クラッチ搭載）を組み合わせ、通常 車輪の駆動はモーターのみで行い、エンジンは発電を担当する。高速巡航時などではエンジンを直接クラッチで駆動軸につないで走行する。走行状況に応じて走行モード自動で切り替えて走行できるというのも特徴とされている。
- EVモード：文字通りバッテリーの電気のみで走る「電気自動車」モード。バッテリーの電気で走行用モーターを作動させ、その力で走行する。
- ハイブリッドモード：バッテリーの電気だけでは力不足になる際 エンジンを併用するモード。エンジンは直接車を動かさずに発電用モーターを回し、発電した電気で走行用モーターを動かし、EVモードと同様に走行する。なお、余った電気はバッテリーに蓄電される。
- エンジンモード：エンジンの力で直接タイヤを回すことは通常の車と同じだが、高速走行（70km/h以上）時のみ使用されるため、変速機構は持たない。加速時などで駆動力が不足する場合に、走行モーターが駆動力を補う「アシスト機能」が作動する。

2023年に発売された11代目アコードでは、従来同軸に配置されていたエンジンと走行用モーターを異なる軸に配置することで、モーター走行での最高速度の向上とエンジン走行時の低回転化が図れるよう改良された。

## 搭載車種
搭載車種によってエンジン排気量が2Lと1.5Lで分かれている。※の付与される車種は「e:PHEV」の設定車種。

### 2.0L直噴エンジン仕様「スポーツe:HEV」
- アコード（11代目）
- シビック（11代目）
- ZR-V

### 2.0Lエンジン仕様
- アコード（9代目※、10代目）
- オデッセイ（5代目）

- ステップワゴン（5代目、6代目）
- CR-V（5代目、6代目※）
- インスパイア（7代目中国仕様※）

### 1.5Lエンジン仕様
- インサイト（3代目[10]）
- フィット（4代目[11]）
- シティ（7代目）
- ヴェゼル（2代目[12]）
- フリード（3代目[13]）